# Martijn Teerlinck
Martijn William Zimri Teerlinck (* 31. März 1987 in Lendelede; † 10. Dezember 2013 in Amsterdam) war ein niederländischer Dichter und Musiker, der unter den Künstlernamen The Child of Lov und Cole (auch Colin) Williams bekannt wurde.

## Leben und Wirken
Teerlinck wurde als Sohn eines Belgiers und einer Niederländerin in Belgien geboren, wuchs aber in den Niederlanden auf und studierte unter anderem Grafik-Design und Literaturwissenschaften an der Universität von Amsterdam.  Dort gewann er 2008 den Poesiepreis beim Amsterdamer Studenten Festival und 2010 die Nationale Meisterschaft im Poetry Slam.
Als Musiker und Sänger arbeitete Teerlinck zusammen mit Damon Albarn, dem Rapper MF DOOM und dem Bassisten Thundercat an seinem Debütalbum The Child of Lov, das im Mai 2013 erschien. In einem Interview mit dem belgischen Wochenblatt Humo erläuterte er die Bedeutung von Lov: L stehe für Licht, O für Sauerstoff (Oxygen) und V für elektrische Spannung (Voltage), was die Kategorien seiner Lieder beschriebe. Allmusic bezeichnete den Stil als „psychedelic hip-hop“, die Musik wurde aber auch unter Soul und Rhythm and Blues eingeordnet; Teerlinck selbst gab Prince als sein Vorbild an.
Als einer der Preisträger der NME Awards 2013 erhielt er die Auszeichnung als bester Newcomer, den Philip Hall Radar Award. Zeit seines kurzen Lebens kämpfte Teerlinck aufgrund eines Herzfehlers mit einer angeschlagenen Gesundheit. Er musste daher einige Konzerte absagen, so auch seinen geplanten Auftritt beim Glastonbury Festival 2013. Ein zweites Album war fertiggestellt, als Teerlinck im Dezember 2013 an Komplikationen einer Gefäßoperation in Amsterdam starb.

## Diskografie
- The Child of Lov (2014)